# RSX (bestandsformaat)
RSX is het bestandsformaat voor de uitwisseling van civieltechnische bestekken conform de Nederlandse RAW-systematiek. Een RSX-bestand beschrijft de administratieve en technische aspecten van grond-, weg- en waterbouwkundige werken. Het bestandsformaat heette voorheen "RSU". RSX is conform het XML-formaat, vandaar de "X" in de naamgeving. Sinds eind 2011 wordt RSX gebruikt, en in 2015 is dit opgenomen in de toen uitgegeven versie van RAW.
De stichting CROW is de uitgever van dit bestandsformaat. Zij voert het beheer en heeft het zeggenschap over het RSX-bestandsformaat. Voor softwareleveranciers is het betreffende formaat beschikbaar.